# Convento de Santa Clara (La Parra)
El convento de Santa Clara en un edificio conventual, en la actualidad aprovechado como hostal, situado en la localidad española de La Parra, provincia de Badajoz, comunidad autónoma de Extremadura.

## Historia
La historia del convento comienza con su fundación en 1673 por Juana González Lozano. El mismo sería ocupado por monjas clarisas. En 1979 fue abandonado por las últimas monjas que lo ocupaban, al trasladarse a otras casas de la Orden en Badajoz y Almendralejo, pasando algunos años más tarde (1985) a ser propiedad del ayuntamiento y a tener uso como centro cultural. A finales de los años noventa, el Ayuntamiento de La Parra y la Junta de Extremadura realizaron la rehabilitación del edificio, según proyecto del arquitecto Francisco Viñao D'Lom. El proyecto de rehabilitación conservó los aspectos de interés patrimonial del edificio. Posteriormente el ayuntamiento arrendó el inmueble, reformado como hospedería, a una empresa hostelera. Sin embargo, debido a un embargo en relación con el inmueble, el hotel pasó a su actual propietario en 2007, conservando este uso.
La historia del convento comienza, tal y como se ha dicho, con la donación hecha en Almendral mediante la escritura otorgada el 26 de abril de 1673 ante el escribano público de esta villa por Juana González Lozana, viuda de Cristóbal Callexa de la Barrera, vecina de La Parra, manifestando la misma en ella su deseo de fundar un convento con sus bienes. Para ello ofreció las casas de su propiedad en la calle de Santa María. Juana González Lozana dispuso además que la fundación debía disponer de “capilla o iglesia o lo que diere lugar la capacidad de ellas. Finalmente se fundó la congregación el 17 de julio de 1673 con profesas de la Tercera Orden de San Francisco.

## Ubicación y características
El convento se sitúa en el número 16 de la calle de Santa María, ocupando una parcela de aproximadamente 2500 m². No se trata de un edificio exento, sino que se sitúa entre medianeras dentro de una manzana cerrada. La única fachada del inmueble se localiza en la citada calle, y un espacio libre anejo al convento que sirve de aparcamiento, da a la calle de Luis Chamizo.
Originalmente, la superficie del convento fue mayor, pero durante el siglo XX este vio reducido su perímetro, al ceder la comunidad porciones de terrenos libres de la edificación, sobre
todo en su zona norte, a distintos vecinos. Además, en la segunda mitad del siglo XX se demolieron varias dependencias anejas del convento. El convento, estilísticamente, se encuadra dentro de un cierto barroco popular, siendo la sencillez, tan propia de la arquitectura franciscana, una de sus características más notables.
El edificio conserva sustancialmente su estructura original. Está construido en su mayor parte mediante muros de carga; pilares; bóvedas de arista y de cañón; viguería de madera —o de materiales contemporáneos en las zonas más reformadas—; y cubierta de teja curva. El material de construcción es, sobre todo, mampostería y ladrillo.
Elementos destacables del edificio son: la portada adintelada de piedra; la iglesia o capilla del Santísimo Cristo de las Misericordias y San Juan Bautista (con su coro); el claustro; la sala capitular; el refectorio o la crujía de las celdas. Otros elementos de interés patrimonial bien conservados son: el torno original, carpinterías, solados o las rejas. También molduras y algunos restos de pinturas murales; sin embargo, es el blanco de la cal el elemento distintivo de la edificación.
De particular valor son los tres retablos de la iglesia. Ninguno conserva ni imágenes ni pinturas originales; se trata de tres retablos barrocos de un solo cuerpo. El retablo principal, situado en el testero del templo, podemos datarlo en la segunda mitad del siglo XVII, tal y como parecen atestiguar las columnas salomónicas con ramos de vid tallados en ellas. Los otros dos retablos se sitúan a ambos lados del primero, y parecen corresponder al siglo XVIII, tal y como indican los característicos estípites de este período. Los únicos elementos iconográficos visibles en los retablos son emblemas franciscanos, un angelote, así como la representación de un pelícano, símbolo eucarístico, tallado en la puerta del sagrario de uno de ellos.
Se abrió un expediente de incoación para una declaración como bien de interés cultural el 9 de octubre de 2012. y el 28 de mayo de 2013 se declaró finalmente bien de interés cultural en la categoría de monumento el 21 de mayo de 2013.